# Siège de Narbonne (752-759)
Pour les articles homonymes, voir Siège de Narbonne.
Batailles
Le troisième siège de Narbonne (752-759) est le plus long des sièges de la ville de Narbonne. La prise de la ville par les Francs met fin à la domination musulmane sur Narbonne et sa région, la Septimanie.

## Contexte
En 719, après avoir conquis l'Hispanie wisigothique, les troupes musulmanes du califat omeyyade – principalement des Arabes et des Berbères –, menées par l'émir d'al-Andalus, Al-Samh ibn Malik al-Khawlani, entrent en Septimanie, dernier réduit du Royaume wisigoth. Al-Samh met le siège devant Narbonne et s'en empare en dépit de la résistance locale, provoquant la chute de la Septimanie, conquise en l'espace de cinq ans. La ville devient la capitale de la Septimanie musulmane et un gouverneur, Abd al-Rahman ibn Abd Allah al-Rhafiqi, est nommé dès 720. Après un échec devant Toulouse en 721, les troupes musulmanes mènent des raids en Aquitaine, en Provence et dans la vallée du Rhône, jusqu'en 732, date à laquelle Charles Martel, maire du palais des rois mérovingiens, repousse les troupes musulmanes d'Abd al-Rahman à Poitiers en 732. À partir de 737, le soutien de l'aristocratie wisigothe de la Septimanie permet aux Francs de progresser dans la région : Nîmes, puis Agde et Béziers, sont livrées à Charles Martel par le comte wisigoth Ansemond, avant que Maguelone ne se rende à son tour. Seule résiste Narbonne, où le comte Milon, qui tient la ville comme vassal des musulmans, refuse de se joindre à Ansemond, car elle est défendue par une forte garnison.
En 752, après avoir destitué à son profit le dernier roi des Francs de la dynastie mérovingienne, Childéric III, avec l'assentiment du pape Zacharie, le nouveau roi des Francs, Pépin le Bref, décide d'affermir son autorité sur la moitié méridionale du royaume, en particulier sur l'Aquitaine, la Septimanie et la Provence.

## Siège
Les forces de Pépin le Bref mettent le siège devant Narbonne en 752, mais ils ne réussissent pas à prendre la ville et doivent lever le siège en laissant un contingent pour entretenir une pression sur la cité. En 756, le siège reprend, mais son efficacité reste limitée. Entre 756 et 759, les Francs négocient avec la population gallo-romaine et wisigothe de la ville, qui aide à la défense. Pépin le Bref lui promet de protéger la communauté wisigothe, ses lois et ses coutumes. En 759, la population wisigothe s'empare de l'intérieur de la ville, massacre la faible garnison musulmane et ouvre les portes aux Francs.

## Conséquences
Après la chute de Narbonne, les musulmans sont forcés de se retirer de Septimanie et se replient au-delà des Pyrénées, car Pépin le Bref poursuit ses conquêtes vers le Roussillon. Il voit son autorité et son prestige renforcés dans ce Midi aquitain où elle est encore contestée, en particulier par le duc et princeps d'Aquitaine Waïfre. En 760, Pépin le Bref dirige son armée vers l'Aquitaine, laissant le gouvernement de Narbonne et de sa région à un noble wisigoth fidèle, le comte Milon. 